# Луговий Олександр Васильович
Олекса́ндр Васи́льович Лугови́й (1893, місто Рославль Смоленської губернії (за іншими даними — в селі Якимівка Севського повіту Орловської губернії) — розстріляний 26 травня 1937, Москва) — радянський партійний діяч, член ВУЦВК. Справжнє прізвище — Левенштейн. Кандидат у члени ЦК КП(б)У з жовтня 1918 по березень 1919 року.

## Біографія
Член РСДРП(б) з 1913 року.
У 1918 — член Тимчасового Робітничо-Селянського уряду України, завідувач Бюро друку в Києві. З 1918 по 20 лютого 1919 року виконував обов'язки воєнкома (військового комісара) Другої української радянської дивізії.
У 1919 році — заступник голови Катеринославського губернського революційного комітету; політичний інспектор 14-ї армії РСЧА, військовий комісар дивізії.
У 1920 році — завідувач відділу управління, заступник голови Херсонського губернського революційного комітету; завідувач відділу з роботи на селі Херсонського губернського комітету КП(б)У.
До жовтня 1920 року — голова Херсонського губернського комітету КП(б)У. З жовтня 1920 року — відповідальний секретар Херсонського (Миколаївського) губернського комітету КП(б)У.
З березня по липень 1921 року — відповідальний секретар Катеринославського губернського комітету КП(б)У.
З 1921 року працював у Всеукраїнській раді профспілок.
З 1922 року — голова ЦК Спілки робітників цукрової промисловості СРСР. До 1930 року — голова ЦК Спілки робітників хімічної промисловості СРСР.
Потім — начальник енерго-паливного сектора Народного комісаріату постачання СРСР.
З квітня 1932 по 1933 рік — член Центральної ради Профінтерну.
Був головою правління тресту «Всехімпром». Обирався делегатом на XIII-го, XIV-го з'їздів РКП(б) та XVI-ї партійної конференції. Виключений з ВКП(б) у 1933 році як децист — прихильник платформи демократичного централізму (група Рютіна). Поновлений у ВКП(б), але в 1936 році знову виключений за порушення партійної дисципліни. До квітня 1936 року — керуючий контори паливно-енергетичного сектора, начальник «Оргтепло» Народного комісаріату харчової промисловості СРСР.
1 квітня 1936 року заарештований органами НКВС СРСР. Військовою колегією Верховного суду СРСР звинувачений у підготовці терористичних актів проти керівництва партії та радянського уряду та в участи в терористичній організації. Розстріляний у день винесення вироку у Москві, похований на Донському цвинтарі. У 1956 році реабілітований (посмертно).